# Cikloprolol
Cikloprolol je beta-adrenoceptorski antagonista.